# Rufoclanis
Rufoclanis este un gen de molii din familia Sphingidae. 

## Specii
- Rufoclanis erlangeri - (Rothschild & Jordan 1903)
- Rufoclanis fulgurans - (Rothschild & Jordan 1903)
- Rufoclanis jansei - (Vari 1964)
- Rufoclanis maccleeryi - Carcasson 1968
- Rufoclanis numosae - (Wallengren 1860)
- Rufoclanis rosea - (Druce 1882)